# Maximilian Langenfeld
Maximilian Langenfeld (* 19. Oktober 2003) ist ein deutscher Basketballspieler.

## Laufbahn
Langenfeld spielte in der Jugend des Vereins Baskets 98 Völklingen-Warndt sowie ab der Saison 2016/17 im Nachwuchs der Gladiators Trier. 2018 wechselte er ans Basketballinternat Urspringschule, im November 2019 gab er seinen Einstand beim Zweitligisten Ehingen-Urspring. Mit der Mannschaft stieg er 2022 aus der zweithöchsten deutschen Liga ab.
Im Sommer 2022 wurde Langenfeld vom Bundesligisten Ratiopharm Ulm geholt und mit einem Zweitspielrecht für die Ulmer Fördermannschaft OrangeAcademy ausgestattet. Im November 2022 bestritt er sein erstes Bundesligaspiel für Ulm und trug in insgesamt sechs Einsätzen während der Saison 2022/23 zum Gewinn der deutschen Meisterschaft bei.
Zum Saison 2024/25 ging Langenfeld an die Florida Atlantic University in die Vereinigten Staaten.

### Nationalmannschaft
Langenfeld war Teilnehmer der im Juli 2023 ausgetragenen U20-Europameisterschaft.